# Marilynia bicolor
Marilynia bicolor là một loài nhện trong họ Dictynidae.
Loài này thuộc chi Marilynia. Marilynia bicolor được Eugène Simon miêu tả năm 1870.